# Кастел дел Ово
Кастел дел Ово (на италиански: Castel dell'Ovo) е първия крепостен замък построен в Неапол, Италия. Разположен на островчето Мегариде, замъкът допълва панорамата на красивия Неаполитански залив.
Сегашният вид на замъка е вследствие на различни събития, които частично изменят първоначалната Нормандска архитектура и благодарение на последващите реконструкции, извършени през периодите на Анжуйска династия и Кралство Арагон, управлявали Неапол.

## Произход на името
Древна легенда разказва, че името му произлиза от факта, че латинският поет Вергилий скрил в подземията на сградата магическо яйце, което е имало силата да поддържа цялата крепост. Счупването на яйцето би причинило не само срутването на замъка, но и поредица от разрушителни катастрофи в град Неапол. През XIV век, по времето на Джована I Анжуйска, замъкът претърпява значителни щети поради частичното срутване на арката и за да предотврати паниката сред населението за предполагаемите бъдещи катастрофи, които биха ударили града, кралицата се заклева, че е заменила яйцето.
В действителност това е едно от многото „заклинания“, които се приписват в периода на Ранното средновековие на фигурата на Вергилий. Славата произтича от факта, че поетът живее дълго време в Неапол – град който много обича и в който става известен и авторитетен герой, когото вечната народна лековерност го превръща в човек, способен на свръхчовешки сили. На Вергилий очевидно харесва да бъде считан за магьосник и не отрича своите сили.
За съжаление историческите истини понякога се забравят и следователно се губят, докато легендите са много дълголетни и често дори историците ги вземат предвид. За щастие неаполитанските учени от XIX век са добре квалифицирани и по документите, които изследват, доказват, че името идва от особената форма на замъка, който по-късно официално е наречен „Сан Салваторе“ на едноименната църква, построена вътре, и се разграничават от легендата за „магията“ на Вергилий.

## История

### Мегариде и Каструм Лукуланум
Замъкът е построен на острова от вулканичен туф Мегариде (на италиански: Megaride), естествено продължение на връх Екия, съединен с континента от тънък скален провлак.
През I век пр.н.е. Лукул придобива в района много голям парцел, който според някои хипотези се простира от Пицафалконе до Поцуоли), включващ и острова, където Лукул построява прекрасна вила. Същата е оборудвана с много богата библиотека, ферми за Мурени и прасковени дървета, внесени от Персия, които по това време са новост заедно с черешовите дървета, които генералът донася от Гиресун. До Късната римска епоха споменът за този имот се запазва с името „Каструм Лукуланум“.
В последните години на Римската империя (средата на V век) вилата е укрепена от Валентиниан III, а по-късно през 476 г. във вилата се настанява Ромул Августул – сваленият последен император на Западна Римска империя.
След смъртта на Ромул Августул, вече в края на V век, на остров Мегариде и на връх Екия се заселват монаси последователи на Василий Велики, призовани от Панония от матрона Барбария, която премества в замъка и мощите на абат Северин.

### В Средновековието

#### Херцогство Неапол
През 872 г. на островчето, (по това време наричано „Сан Салваторе“), нашествениците сарацини пленяват и затварят неаполитанския епископ Атанасий. Благодарение на съвместните усилия на флотите на Херцогство Неапол и Херцогство Амалфи успяват да победят мюсюлманите и да освободят епископа. В началото на X век херцозите на Неапол разрушават до основи Манастирския комплекс, за да попречат на сарацините да се укрепят отново и да го използват като база за нахлуване в града, а монасите се оттеглят в Пицофалконе.

#### Нормандски крале
Роже II Сицилиански завладява Неапол през 1140 г. и построява замъка в който живее за много кратко време до построяването на Кастел Капуано, където премества управлението на търговията по суша. С норманите започва програма за систематично укрепване на обекта, чиято първа опорна точка е Кулата на Норманите и именно върху нея се развяват техните знамена.

#### Швабско херцогство
С преминаването на Неаполитанското кралство към властта на Херцогство Швабия при Констанс Сицилианска, Кастел дел Ово е допълнително укрепен, а през 1222 г. синът ѝ Фридрих II построява нови три отбранителни кули.

#### Анжуйска династия
Крал Шарл I Анжуйски премества двора в Кастел Нуово. Въпреки това кралят държи в Кастел дел Ово активите, които трябва да се съхраняват на най-укрепеното място. За целта прави многобройни реставрации и промени, премества там царското съкровище и обособява резиденция на семейството си. През този период крепостта се използва дори като затвор и в него са затворени Конрадин, децата на Манфред и Елена Дукина.
При земетресение през 1370 г. се срутва арката. Кралица Джована I Анжуйска възстановява арката и частта построена от Норманите. След години живот в замъка като кралица Джована I Анжуйска, преди да бъде изпратена от племенника си Шарл III Анжуйски в заточение, е затворена в затвора на същия замък.

#### ДинастияТрастамара на Арагон и Сицилия
През 1442 г. Алфонсо V Арагонски се завръща триумфално в Неапол, признат от папата като законен крал на Неаполитанското кралство. Новият крал реставрира замъка, обогатява жилищната част, намалява височината на кулите и укрепва брега на островчето. Наследникът му Фердинандо I обаче не се радва на спокоен живот в замъка. Френски войски нападат Неапол и за да ги отблъсне, кралят е принуден да бомбардира замъка.
Кастел дел Ово е допълнително повреден от френските войски на Луи XII и от испанските на Фернандес де Кордоба, който през 1503 г. от името на Фернандо II, сваля от престола последния арагонски крал на Неапол. При тази обсада окончателно са разрушени кулите на крепостта.

### Ново време

#### Испански вицекрале
Испанските вицекрале имат задачата да реставрират и укрепят както градските стени, така и крепостта. Тогава замъкът е отново реставриран и реновиран до вида, в който го виждаме днес. Възстановени са осмоъгълните кули, стените са удебелени, а отбранителните съоръжения са ориентирани към сушата, не към морето. Структурата напълно губи функцията си на кралска резиденция, използва се като военен аванпост и подслон, от който испанците бомбардират града, по време на бунтовете предвождани от Мазаниело. В затвора на крепостта е затворен и философът Томазо Кампанела,

#### Бурбони
През 1734 г. на неаполитанския престол се възкачва Карлос III от династията на Испанските Бурбони. През този период Кастел дел Ово претърпява само освежителни ремонти, но в затвора намират място много якобинци, карбонари и либерали като Карло Поерио, Луиджи Сетембрини, Франческо де Сантис.

#### От Обединението на Италия до днес
Кралството на двете Сицилии със столица Неапол, след ожесточени битки с войниците на Джузепе Гарибалди, капитулира и на 17 март 1861 г. е провъзгласено Обединението на Италия. През 1871 г. се изготвя програма за модернизиране на Неапол, като в една от точките е предвидено разрушаването на Кастел дел Ово. Крепостта не е разрушена, но е изоставена.
През 1975 г. Община Неапол, в качеството си на собственик, започва реставрация и освежителни ремонти на крепостта. В наши дни портите на Кастел Дел Ово са широко отворени за посетители, периодично в залите на замъка се правят изложби или изнасят концерти, а една част от стаите се ползват от администрацията на общината.

## Виж също
- Кастел Нуово
- Кастел Капуано
- Кастел Сант Елмо
- Неапол
- Неаполитанско кралство
- Кралство на двете Сицилии